# Beisbol als Jocs Olímpics d'estiu de 1952
Als Jocs Olímpics d'Estiu de 1952 celebrats a la ciutat de Hèlsinki (Finlàndia) es disputà una prova de beisbol en categoria masculina, en la seva variant finlandesa anomenada Pesäpallo. Aquest esport reaparegué en el programa olímpic com a esport de demostració després de la seva presència en les edicions de 1912 i 1936.

## Resultats
Es disputà un únic partit entre dos equips finlandesos el dia 31 de juliol de 1952 a l'Estadi Olímpic de Hèlsinki.
| Equip                       |       | Equip                        |
| --------------------------- | ----- | ---------------------------- |
| Finnish Baseball Federation | 8 - 4 | Worker's Athletic Federation |